# インドホシガメ
インドホシガメ (印度星亀、Geochelone elegans) は、爬虫綱カメ目リクガメ科リクガメ属に分類されるカメ。リクガメ属の模式種。単にホシガメとも呼ばれる。

## 分布
インド南東部および西部（アーンドラ・プラデーシュ州東部、カルナータカ州南部、グジャラート州、ケーララ州北東部、タミル・ナードゥ州、マディヤ・プラデーシュ西部、ラージャスターン州南部）、スリランカ、パキスタン南東部（シンド州東部）

## 形態
最大甲長38.1センチメートル。体重7キログラムに達した例がある。オスよりメスの方が大型になり、オスは甲長20センチメートル以上になることはまれ。スリランカの個体群は周年植生の豊かな環境に生息するため大型化するとされる。背甲はドーム状に盛り上がり、上から見るとやや細長い。背甲の頂部は盛り上がり、水平にならない。野生下では孵化直後からある甲板（初生甲板）がわずかに盛り上がる（野生個体では不明瞭だが、飼育個体では顕著に盛り上がる個体が多い）。背甲の色彩は黒や暗褐色で、椎甲板や肋甲板には黄色や黄褐色の放射状の斑紋が6 - 12本ずつ入る。この放射状の斑紋が星の様に見えることが、和名や英名（star=星）の由来になっている。種小名elegansは「優雅な」という意で、背甲の斑紋に由来すると考えられている。縁甲板には放射状に黄色や黄褐色の筋模様が1 - 4本入る。
腹甲の色彩は黒や暗褐色で、甲板ごとに放射状に灰褐色や淡黄褐色、黄褐色の斑紋が入る。
頭部は中型。上顎の先端は、二股か三又に分かれる（一尖の個体や尖らない個体もいる）。四肢はやや頑健で、前肢には先端が尖った大型鱗が5 - 7列で並ぶ。後肢と尾の間には円錐形の小型鱗が並ぶ。頭部や頸部、四肢、尾の色彩は黄色や黄褐色で、不規則に細かい黒色斑が入る。顎を覆う角質（嘴）や鼓膜、喉の色彩は褐色や灰褐色。
卵は長径3.8 - 5.3センチメートル、短径2.7 - 3.9センチメートルの楕円形だが、直径3.5 - 4センチメートルの球形の卵を産むこともある。

## 生態
主に乾季と雨季が明瞭な標高200メートル以下（ラージャスターン州では標高450メートルにも生息する）にある環境に生息し、インド南東部ではサバンナや藪地、インド西部とパキスタン南東部では砂漠の周辺にあるステップや藪地、スリランカではサバンナや熱帯雨林に生息する。食物があれば前述した環境を開発した畑、牧草地、プランテーションにも生息する。雨季には昼行性傾向が強くなるが、乾季や暑季には薄明薄暮性傾向が強くなる。
食性は植物食で、主にAmmannis属・Aristda属・Cissus属・Cymbopogon属・Dichanthium属・Sporobolus属などの草本、木の葉、多肉植物、果実、花、きのこなどを食べる。陸棲の巻貝、イカの殻、魚や煮干し、動物の死骸、ウシやヒツジなどの家畜の糞などを食べた例もある。水に浸かるのを好むため、飼育下では身体のサイズに合わせた水飲み場が良い。
繁殖様式は卵生。繁殖期はオス同士でも交尾疑似行動をする。体当たりをして争う事はない。オスがメスに対して攻撃的な求愛行動を行うことは少ない。雨期の高温期に入るとメスが発情して交尾を行う。メスの発情は3日～7日。貯精できるため交尾から産卵まで67日～545日かかることもある。1回に1 - 10個の卵を年に2-5回に分けて産み、5ヵ月で34個の卵を産んだ実績もある。1シーズン目に1-3クラッチ23個有精卵。4-5クラッチ11個無精卵。貯精できるため2シーズン目も有精卵を産卵する。抱卵から産卵まで約1か月。抱卵が始まると黄色い尿酸を出す。産卵前は食欲がなくなり、あまり動かなくなる。水は良く飲む。飼育下では産卵約7日前から産卵場所を探すような仕草でケージ内を暴れるように動き回る。産卵前は体長によるが200㏄ほどのできる限りの水を体内に貯める。産卵はほぼ昼間。産卵床は後ろ足で穴を掘っても身体が沈まない地表面が固く適度な湿度のある場所を好む。穴掘りは60～120分ほど。前足で少し掘り、地中の湿度を確認後、後ろ足で体長に応じた深さ15- 20センチメートルほどの洞窟状の穴を掘る。尿で土を湿らせながら穴を掘るため産卵前の水分補給は重要。その中に10～20分ほどで卵を産む。産卵後は後ろ足で卵に優しくある程度の土をかけ、その後は後ろ足をスタンピングしながらしっかりと埋め戻す。卵は環境温度に応じて95-157日で孵化する。約50日で孵化することもあると言う情報は疑問。これは発生が完了しても周囲の環境が孵化に適するまで幼体が卵の中で待機するためで、雨期になると孵化した幼体が一斉に地表に現れることもあると言う情報も現在は疑問です。インド南東部個体群はオスが生後3年で、インド西部個体群はメスが6 - 7年で性成熟すると考えられている。

## 人間との関係
食用とされることもあるが、一部の民族による自家採集のみで一般的ではない。
カボチャなどを食害する、害獣とみなされることもある。一方で住民に餌を与えられたり、野菜の残飯を漁る個体もいる。
都市や農地開発・森林伐採による生息地の破壊、ペット用の乱獲などにより、生息数は減少している。ワシントン条約発効時の1975年にはGeochelone属単位でワシントン条約附属書II（1977年以降はリクガメ科単位）に、2019年にワシントン条約附属書Iに掲載されている。分布する3国では1970年代半ばに国内法で輸出も厳しく制限し、1970年代後期にはワシントン条約を批准しているため、1980年代には生息地からの正規輸出はほぼ停止している。一方で1992年にスリランカから学術用10頭・商業用958頭の輸出例、パキスタンから飼育下繁殖個体もしくは他国経由で輸出例は3件ある。上述のように孵化した幼体は雨期に一斉に現れるため、捕獲が容易だと考えられている。生息地やインドネシア・タイ・日本において、密輸が摘発された例もある。
ペットとして飼育されることもある。上記のように1980年代には生息地からの正規輸出はほぼ停止しているが、日本国内ではペットショップで見かけられる。2002年に関東・中部・近畿地方の専門店32店舗で行われた調査では、カメ目全種で最も取扱いが多く、30店舗で販売されていたとする報告例もある。一方で本種の1981 - 2001年にかけての日本への正規輸入個体数は5,228頭と少なく、密輸・不正取引が続いていることから、密輸された個体が流通しているおそれがある。他種と比較すると1981 - 2001年にかけての日本へのワシントン条約に掲載されたカメ目の総正規輸入個体数は186,719頭でヨツユビリクガメが最も多く、次いでケヅメリクガメ・ヒョウモンガメ・ギリシャリクガメ・ベルセオレガメ（2020年の時点では2種に分割されている）でこの5種で総正規輸入個体数の約72 %を占める。1990年代にはスーダン・マレーシア・ミャンマー・台湾などから、2000 - 2008年（2009 - 2010年は正規輸入個体がいない）にはアフガニスタン・ウクライナ・カザフスタン・ブルガリア・ヨルダンなどから輸出された個体が正規輸入されていたが、本来分布していないはずの第三国へ密輸された個体がその国での野生個体もしくは飼育下繁殖個体として流通していたおそれがある。